# Тукташ (Балезінський район)
Тукта́ш (рос. Тукташ) — присілок (колишнє селище) в Балезінському районі Удмуртії, Росія.

## Населення
Населення — 59 осіб (2010; 98 в 2002).
Національний склад станом на 2002 рік:
- удмурти — 83 %